# Хайхе
Хайхе́ — річка на сході Китаю, частина річкової системи річок Байхе, Вейхе, Юндінхе, Цзияхе і Дацинхе, що зливаються до неї поблизу Тяньцзіня. Довжина 102 км (від гирла річки Вейхе), площа басейну 280 тисяч км². Протікає по Великій Китайській рівнині, впадає в затоку Бохайвань Жовтого моря.
Живлення дощове, літні паводки. Середня витрата води близько 650 м³/сек. Води широко використовуються для зрошування. Судноплавна. На річці місто Тяньцзінь.